# Чесменка (Воронежская область)
Чесменка — село в Бобровском районе Воронежской области.
Административный центр Чесменского сельского поселения.

## Население
| 1859 | 1897  | 2000  | 2005  | 2010  |
| ---- | ----- | ----- | ----- | ----- |
| 1399 | ↗2439 | ↘1368 | ↘1217 | ↘1112 |

## География

### Улицы
- ул. 50 лет Октября,
- ул. Беговая,
- ул. Комсомольская,
- ул. Конезавод 20,
- ул. Красная Звезда,
- ул. Набережная,
- ул. Полевая,
- ул. Садовая,
- ул. Советская,
- ул. Спартака,
- пер. Заречный.

## История
История названия и заселения связаны с именем графа Алексея Григорьевича Орлова-Чесменского — создателя орловской рысистой породы лошадей. В 1768—1776 годах граф переводит свой Подмосковный конезавод в раздольные степи Прибитюжья. Образуется село Чесменка, по фамилии графа и в память о сражении при Чесме (русско-турецкая война). В 1845 г. завод был приобретен в казну. К этому же периоду относится посещение Чесменки Николаем I. Во второй половине 19 столетия конный завод становиться собственностью и любимым имением великих князей Романовых.
В восточной части угодий, омываемой речкой Березовкой и пересеченной системой прудов, в старинном парке, граничащем с фруктовыми садами, расположена усадьба конезавода.
В 1778 году граф Орлов-Чесменский переселяет из подмосковного имения своих крепостных для освоения земель. Так как граф был любителем лошадей, то на этих землях был образован Хреновской конный завод, в Чесменке было образовано отделение по выгулу молодняка. 
Иногда Чесменку называют «Второй Москвой», из-за запутанных улочек, построек напоминавших старую Москву. Вначале были построены: контора, дом управляющего, дом прислуги, потом приступили к строительству конюшен.
После завершения этих построек было начато обустройство территории конного завода. Овраги явились удобными для создания прудов, были насыпаны три плотины, так образовались три пруда: Верхний, Средний, Нижний. Своё название они получили по расположению на местности. Особенно обустраивался Средний пруд, так как он находился непосредственно на территории завода. Дно и берега прудов были выложены кирпичом. Легенда гласит, что под прудом был сделан подземный проход, который начинался в конторе и заканчивался в конной части.
Через пруд были сделаны два деревянных моста: один низкий для рабочих, другой высокий, оригинальный для управляющего. После приступили к посадке парка. Деревья выкапывались в лесу «Красный куст» и привозились в Чесменку. Были посажены дубовые аллеи. Их назвали Графскими. На выходе к селу была посажена аллея белой сирени. На остальной территории посадили разные породы деревьев: клен, вяз, липа, ясень, ивы, дикие груши и яблони. Также были посажены кустарники: шиповник, бересклет, крушина, бузина. Из Хреновского бора были привезены хвойные деревья: ели и сосны. В настоящее время осталось восемь сосен и пять елей.
Центральное место занимает уникальный комплекс конюшен, манежей, левад образующих большой квадрат. Основные постройки конюшни 18 столетия, очень своеобразной архитектуры, со сводчатыми потолками и массивными стенами, с хорошо оформленными зелеными насаждениями, парадным двориком между конюшнями.
Сегодня это памятник архитектуры, охраняемый государством. В настоящее время, по своему значению, конезавод входит в число лидирующих по разведению лошадей. В хозяйстве разводят орловских рысаков, русских рысаков и русских тяжеловозов. Общая численность лошадей на завода более 300, из них 120 голов — маточное поголовье, содержащееся для воспроизводства стада. За последние 25 лет Чесменка вырастила более 70 рысаков класса 2.10, среди них — победители приза Барса на ЦМИ, чемпионы рингов — выводок (в том числе «Эквирос»). Воспитанники Чесменского завода с успехом выступают в Раменском, а также в Казани, Финляндии и ипподроме Миккели. В «Днях России во Франции» на Венском ипподроме, в Париже, чесменские рысаки стартуют ежегодно и одерживают блестящие победы.